# Juliusz Swoboda
Juliusz Swoboda (ur. 1866, zm. ?) – podpułkownik piechoty Wojska Polskiego.

## Życiorys
Juliusz Swoboda urodził się w 1866. Został oficerem C. K. Armii. Został mianowany podporucznikiem w piechocie z dniem 1 września 1888, później awansowany na stopień porucznika z dniem 1 maja 1892. Jako oficer był żołnierzem czeskiego pułku piechoty nr 18 w Königgrätz, około 1889 pełnił funkcję adiutanta batalionu. Od około 1899 był oficerem galicyjskiego pułku piechoty nr 90 w garnizonie w Rzeszowie, od około 1905 ze sztabem w Jarosławiu. W tym czasie został awansowany na stopień kapitana 2 klasy z dniem 1 maja 1900, następnie około 1902 na stopień kapitana 1 klasy z dniem 1 maja 1900, a później na stopień majora z dniem 1 listopada 1911. Oficerem 90 pułku pozostawał także podczas I wojny światowej.
Po odzyskaniu przez Polskę niepodległości został zweryfikowany w stopniu podpułkownika piechoty ze starszeństwem z dniem 1 czerwca 1919. W 1923 oficerem rezerwowym 53 pułku piechoty garnizonującego w Stryju, a w 1924 w grupie pospolitego ruszenia oficerów piechoty.

## Ordery i odznaczenia
- Brązowy Medal Zasługi Wojskowej na czerwonej wstążce (Austro-Węgry, przed 1909)[9]
- Odznaka za Służbę Wojskową 3 klasy (Austro-Węgry, przed 1914)[11]
- Brązowy Medal Jubileuszowy Pamiątkowy dla Sił Zbrojnych i Żandarmerii (Austro-Węgry, przed 1900)[6]
- Krzyż Jubileuszowy Wojskowy (Austro-Węgry, przed 1909)[9]
- Krzyż Pamiątkowy Mobilizacji 1912–1913 (Austro-Węgry, przed 1914)[11]